# Owen Otasowie
Ebeguowen Otasowie (ur. 6 stycznia 2001 w Nowym Jorku) – amerykański piłkarz nigeryjskiego pochodzenia z obywatelstwem brytyjskim występujący na pozycji defensywnego pomocnika w reprezentacji Stanów Zjednoczonych. Wychowanek Mass Elite Academy, w trakcie swojej kariery grał także w Wolverhampton Wanderers oraz Club Brugge.